# Cumaral (ort)
Cumaral är en ort i Colombia.   Den ligger i departementet Meta, i den centrala delen av landet, 80 km sydost om huvudstaden Bogotá. Cumaral ligger 412 meter över havet och antalet invånare är 11 263.
Terrängen runt Cumaral är platt åt sydost, men åt nordväst är den kuperad. Runt Cumaral är det ganska tätbefolkat, med 58 invånare per kvadratkilometer. Cumaral är det största samhället i trakten. Omgivningarna runt Cumaral är huvudsakligen savann.